# Салтинская теснина
Салти́нская тесни́на — теснина (ущелье) на территории Республики Дагестан, Россия. Является действующим памятником природы регионального значения.

## Общие сведения
Теснина относится к Гунибскому району Дагестана. Ширина теснины достигает 30 — 40 метров, на территории теснины расположен одноименный водопад.

## Салтинский водопад
Водопад на территории теснины образует река Багдакули (Салтинка). Водопад прорывается сверху через отверстие в сплошной скале.
Водопад не всегда имеет мощный поток воды и имеет пульсирующий характер, наибольший сток приходится на май-июнь, в период таяния снегов и максимальных осадков.

## Туризм
Салтинская теснина и водопад на её территории выступает широко известной туристической достопримечательностью Дагестана.

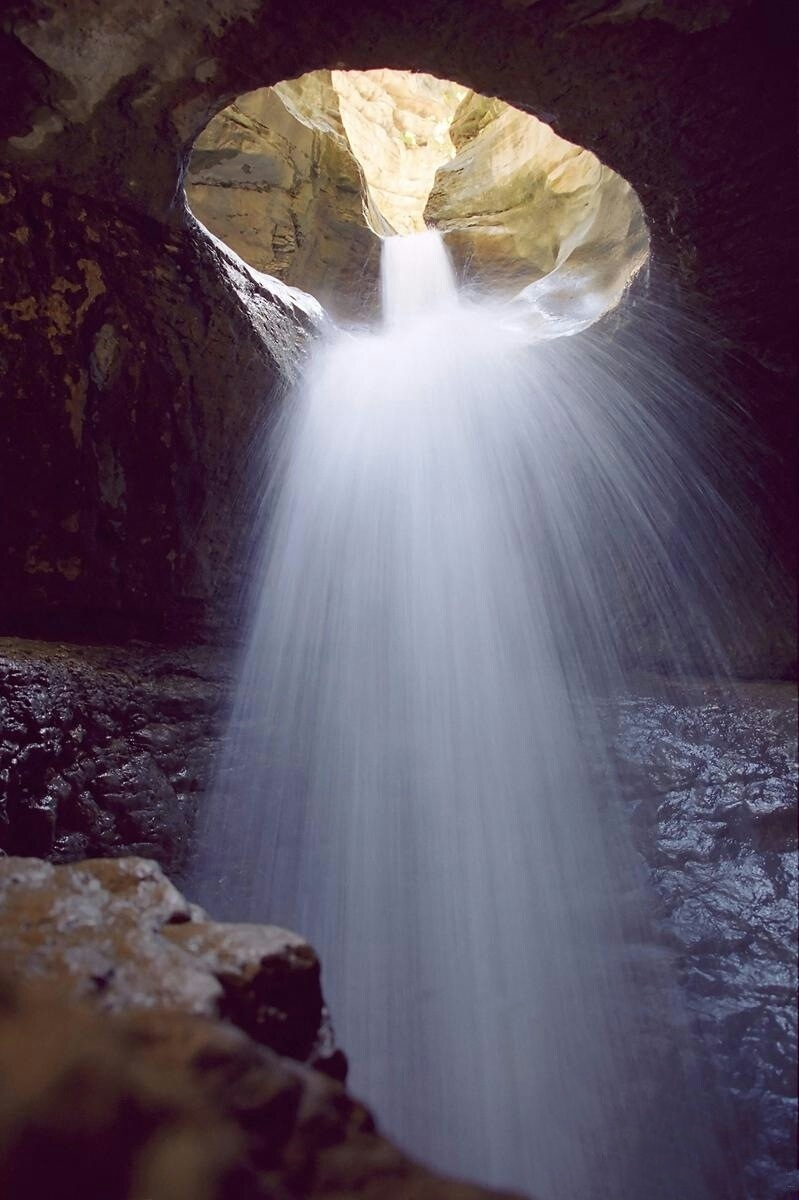
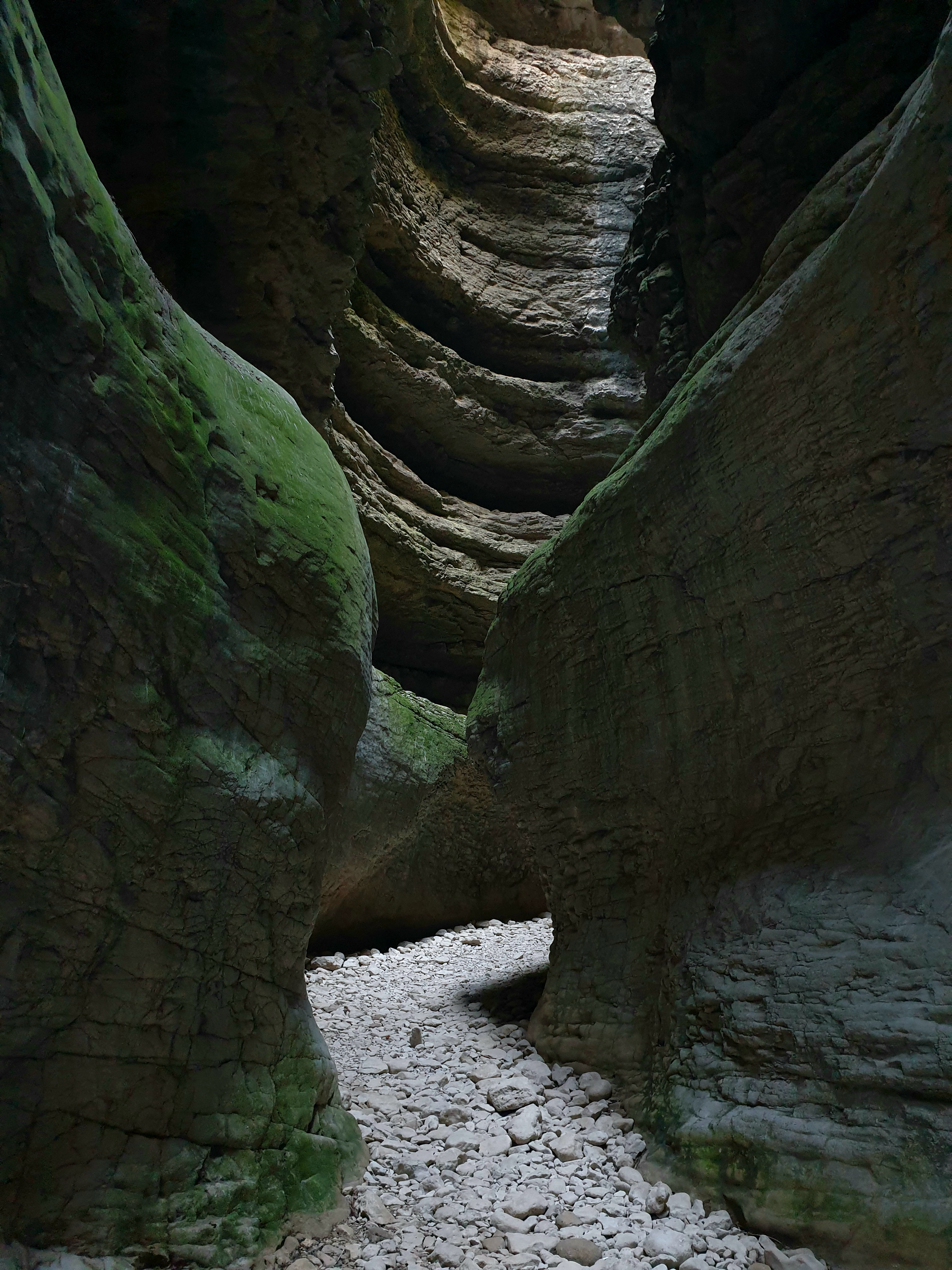
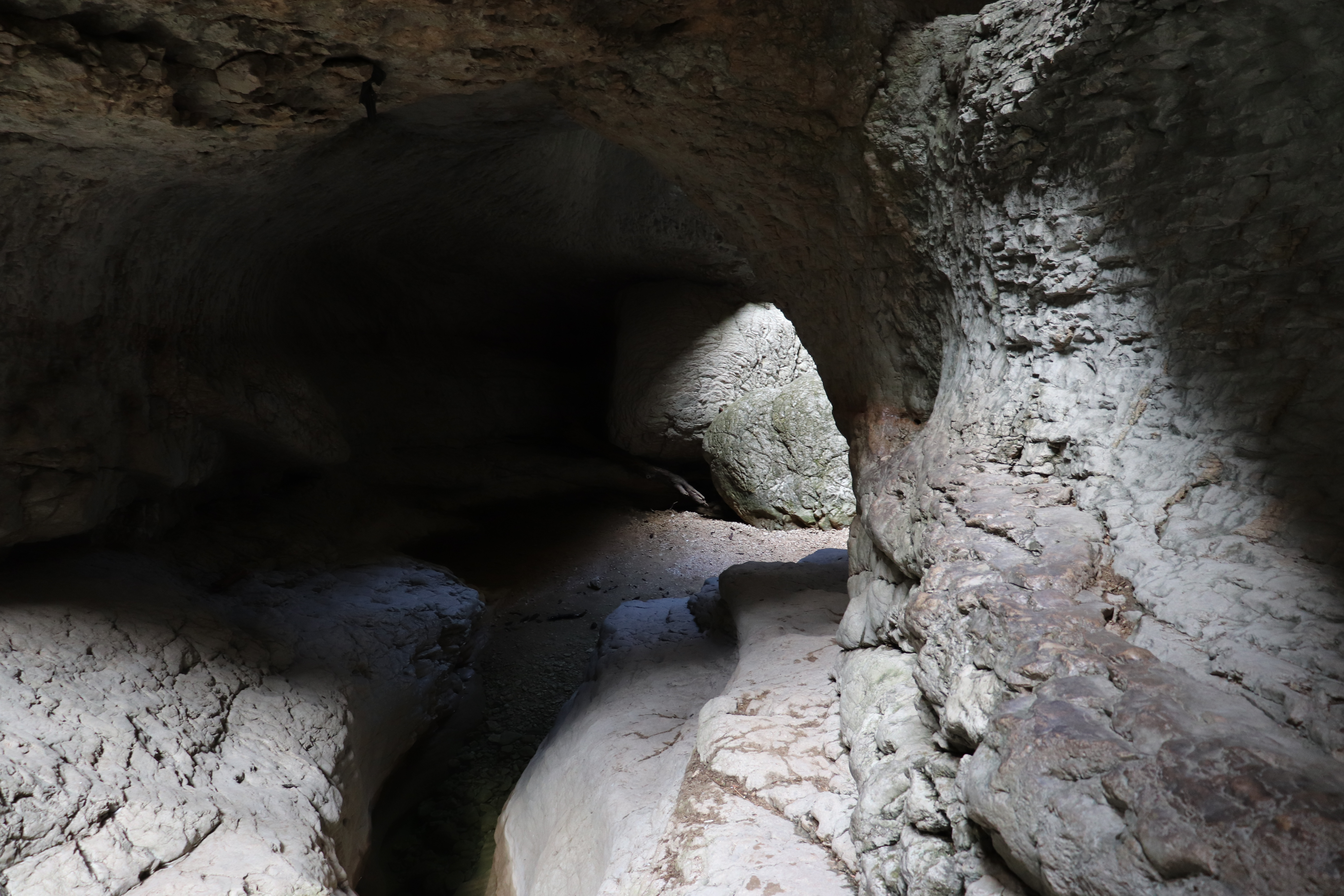
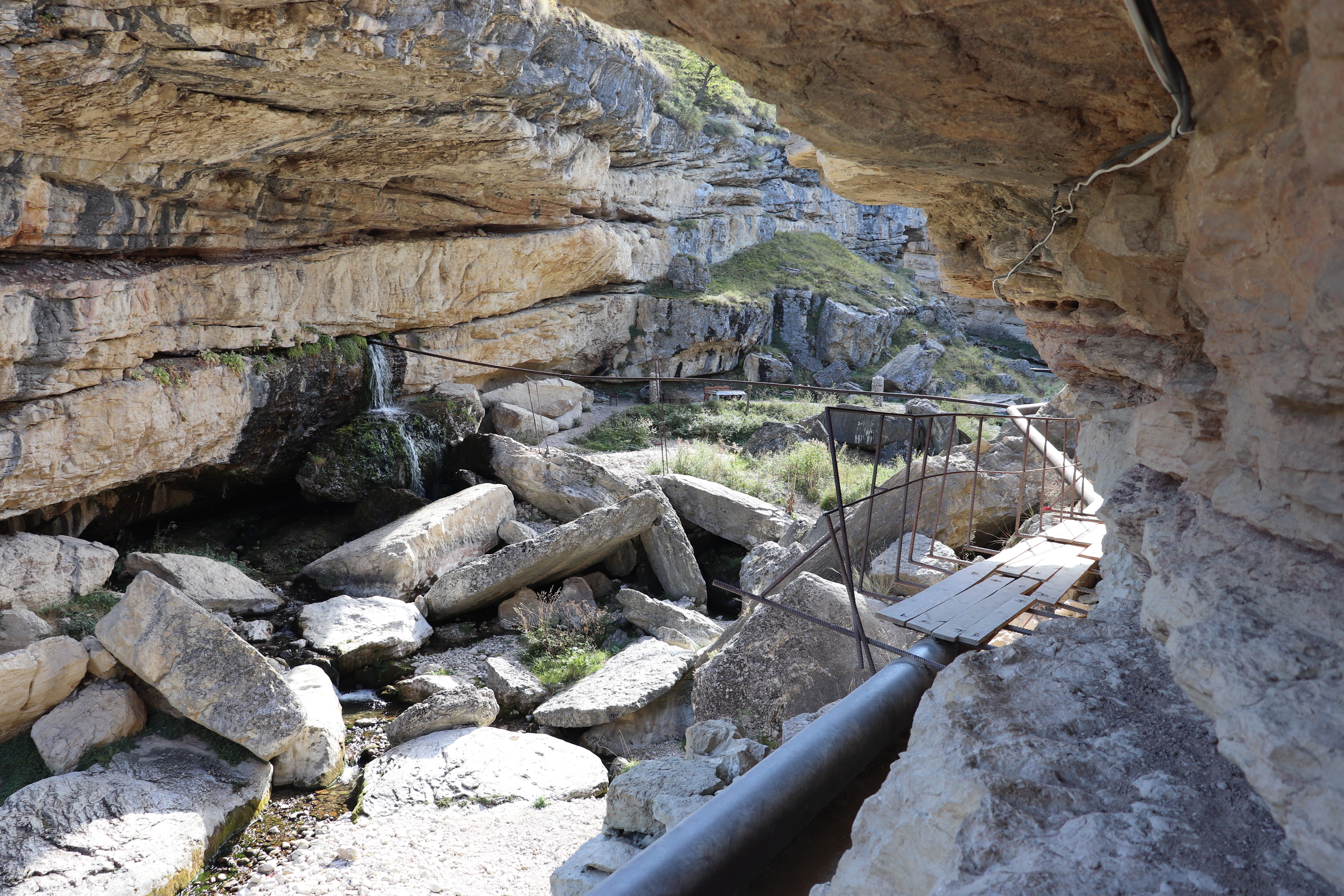